# 羅氏獅子魚
羅氏獅子魚，為輻鰭魚綱鮋形目杜父魚亞目獅子魚科的其中一種，分布於北太平洋的白令海海域，棲息深度可達73公尺，為底棲性魚類，體長可達7公分，屬肉食性，生活習性不明。

## 擴展閱讀
維基物種上的相關：羅氏獅子魚